# Скин-ду

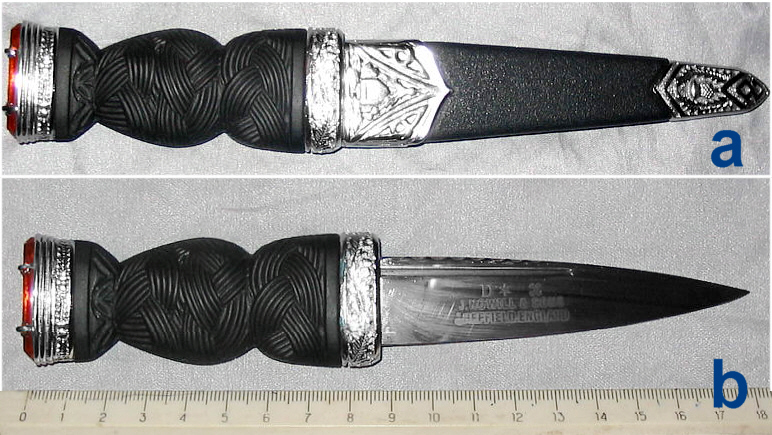
Скин ду шеффилдской фирмы «J. Nowill & sons»
a — в ножнах
b — без ножен

Скин-ду (гэльск. Sgian Dubh — чёрный нож) — предмет национального шотландского мужского костюма, небольшой нож с прямым клинком. «Чёрным» нож называют по цвету рукояти, либо из-за скрытого ношения.

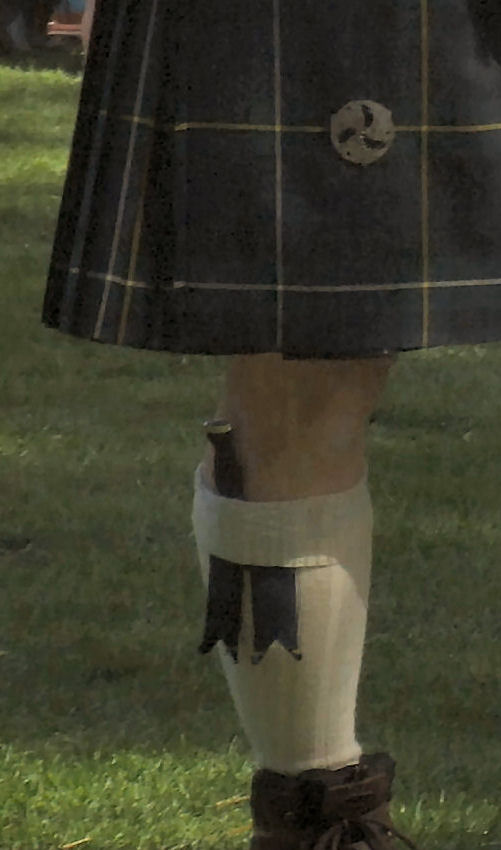
Скин ду в составе шотландского мужского костюма

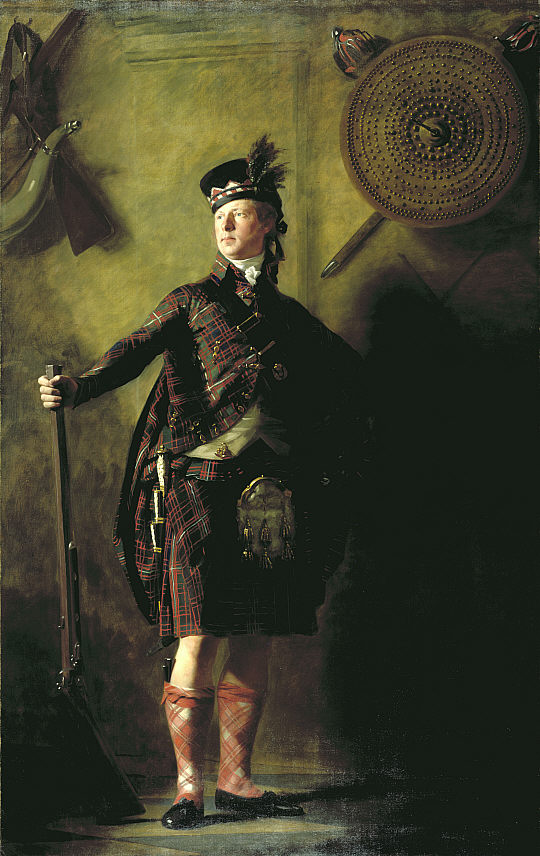
Пара маленьких ножей скин ду за подвязкой гольфа в шотландском костюме. Сэр Генри Рэберн. Портрет Элестера Рэнельдсона Макдонелла из Гленгерри. 1812 год

## История
Есть несколько версий происхождения sgian dubh. По одной из них, он ведёт свою историю от ножа скин-окклс (гэльск. Sgian achlais — подмышечный нож), который носился обычно в левом рукаве, подмышкой. Шотландцы использовали скин-окклс, вероятно уже с са́мого начала XVII века. Функции скин-окклс, прежде всего, утилитарные, но как и любой нож, в крайнем случае он мог быть использован и как оружие.

«Skene-occle! what’s that?» Callum unbuttoned his coat, raised his left arm, and, with an emphatic nod, pointed to the hilt of a small dirk, snugly deposited under it, in the lining of his jacket.— Walter Scott. Waverley or Sixty years since. 1814.

— Скин-окклем? Это что такое? — Каллюм расстегнул свою куртку, поднял левую руку и выразительным кивком указал на рукоять небольшого кинжала, аккуратно спрятанного в подкладке под мышкой.— Уэверли, или Шестьдесят лет назад (первый роман Вальтера Скотта), 1814 года, перевод И. А. Лихачева.
По другой версии, также имеющей право на существование, скин-ду происходит от обычного простого утилитарного ножа для снятия шкур, резки мяса, хлеба и т. д. и т. п. Такой нож являлся рабочим инструментом слуг (ghillie). Может быть, именно поэтому многие офицеры шотландских полков, будучи дворянами, так противились ношению скин-ду, считая его инструментом низших слоев общества.
По общепринятой легенде, традиции гостеприимства требовали, чтобы в гостях имеющееся оружие находилось на виду. Наиболее удобным местом для открытого ношения ножа у горца, облачённого в килт, были чулки, и, приходя в гости, горец перекладывал нож из тайного вместилища за подвязку гольфа.
Появление sgian dubh в том виде, как мы его знаем сейчас, связано с возрождением интереса к Шотландии, её истории и культуре на волне романтизма в начале XIX века. Шотландский национальный костюм в это время формировался и входил в моду, и к середине XIX века в общепринятую традицию вошло открытое ношение ножа за подвязкой правого гольфа, так, чтобы головка рукояти оставалась видимой. Такой нож начал именоваться sgian dubh.
Король Георг IV, посетивший Шотландию в 1822 году, ещё не носил скин-ду в составе своего шотландского костюма, однако к 1850 года они распространяются повсеместно.
Ранние скин-ду обычно имели примитивные рукоятки из оленьего рога и простые кожаные ножны. Рукояти были круглыми в сечении, и не особенно удобными для ношения владельцами. Постепенно скин-ду стал дополнением к более длинному дирку и часто делался в том же самом дизайне, как часть набора.
Дизайн постепенно становился более тщательно продуманным, стали использоваться и более экзотические материалы. Чёрное дерево (ebony) обычно использовалось для изготовления рукоятей, и украшенный резьбой дизайн рукояти стал популярным. Рукоять стала более плоской, чтобы было удобнее носить нож в гольфе, на вершине рукояти крепились для красоты полудрагоценные камни (например, топаз). Sgian dubh стал частью военной формы одежды многих горских шотландских полков, используя полковые мотивы, были созданы различные военные образцы.
Ножны развивались от ранних простых кожаных версий в более тщательно продуманные и декоративно отделанные. Деревянные, покрытые кожей и отделанные серебром ножны стали распространены больше, давая ножнам большую жёсткость.
Растущий спрос на однообразие и низкую стоимость производства в XX веке привели к появлению скин-ду из дешёвых материалов — нержавеющей стали и с пластмассовыми рукоятками. Сегодня большинство ножей, которые носят в гольфах шотландцы, имеют рельефные пластмассовые рукояти и ножны, увенчанные куском цветной пластмассы, имитирующей топаз.

## Характеристики и описание
Клинок прямой односторонней заточки, с долами, длиной 7-10 см. У современных скин ду копьеобразная форма клинка (spear-point), но известны и исторические скин ду с формой клинка, близкой к боуи (clip-point). Рукоять традиционно изготавливается из твёрдых пород дерева (обычно тёмного или чёрного цвета) или рога, формы рукоятей разнообразны, чаще всего имеется выраженный оголовок с украшенным навершием. В сечении часто одна сторона рукояти (примыкающая к ноге) более плоская, другая — выпуклая. Ножны обычно кожаные с металлической оправой.

Нож с пластиковым клинком по мотивам скин ду. FGX Skean Dhu № 92FSD американской фирмы Cold Steel

## Современные модели и реплики
В настоящее время[когда?] скин ду в составе шотландского костюма может заменяться макетом рукояти и ножен без клинка. Также заметна тенденция усиления универсальности скин ду, путём добавления в рукоять нескладного ножа складных инструментов: штопора, консервного ключа и тому подобного.
По мотивам скин ду выпускаются современные высокотехнологичные городские нескладные ножи (Cold Steel Culloden, Mini Culloden и Brave Heart — 11spn, 11ssn и 11sds), немагнитный нож с клинком из пластмассы (Cold Steel FGX Skean Dhu 92FSD), складной нож (Cold Steel Caledonian Edge 60ce), боевые обоюдоострые кинжалы (серия SOG Pentagon) и другие. Из российских производителей ножи, основанные на скин-ду, серийно выпускает Мастерская Чебуркова (модель «Сокол»), Союзспецоснащение (ССО) (нож «Шотландец»), РВС (нож «Хранитель»), ряд производителей предлагает штучные украшенные ножи.

## Исторические и знаменитые скин ду
Скин ду шотландского народного героя XVIII века Роб Роя Мак-Грегора, всемирно известного по роману Вальтера Скотта «Роб Рой», находился в коллекции Вальтера Скотта и демонстрируется в настоящее время в составе экспозиции дома-музея Вальтера Скотта в Абботсфорте, Шотландия.

## Английское написание
Из-за сложности передачи гэльских слов в английской транскрипции возможны различные варианты написания наименования кинжала: sgian dubh, skein dubh, sgian dhub, skene du, skean dhu, skhian dubh и так далее.
Скин-окклс: sgian achlais, skeen-ochles, skeinochil и так далее, а также дословный английский перевод: armpit dagger или oxter knife.
Из английского некоторые варианты написания попали и в русские переводы, например скьян (множественное число скьяна), сгьян или скене.